# Andrew Keegan
Andrew Keegan Heying, più noto col nome d'arte Andrew Keegan, (Los Angeles, 29 gennaio 1979) è un attore statunitense.

## Biografia

### Giovinezza
Keegan è nato il 29 gennaio 1979 a Los Angeles, California, figlio maggiore di Lana Ocampo, una parrucchiera, e Larry Heying, un doppiatore. La madre di Keegan è un'immigrata colombiana e suo padre è del Nebraska. Ha un fratello minore, Casey, anch'egli attore.

### Carriera
Ha esordito nel mondo dello spettacolo nel 1993 come doppiatore nel film d'animazione A capofitto nell'ora delle streghe. Dopo aver recitato in un episodio della serie Il cane di papà, nel 1994 ha recitato nel suo primo film cinematografico, Skateboard Kid 2. Sempre in quello stesso anno ha interpretato l'adolescente ribelle Zack Dell nel film Vacanze a modo nostro. Keegan è stato scelto per un ruolo minore nel film Independence Day del 1996.

## Filmografia

### Attore

#### Cinema
- Skateboard Kid 2 (The Skateboard Kid II), regia di Andrew Stevens (1994)
- Vacanze d'estate (A Pig's Tale), regia di Paul Tassie (1994) Uscito in home video
- Vacanze a modo nostro (Camp Nowhere), regia di Jonathan Prince (1994)
- Independence Day, regia di Roland Emmerich (1996)
- 10 cose che odio di te (10 Things I Hate About You), regia di Gil Junger (1999)
- The Contract - Patto di sangue (The Contract), regia di Steven R. Monroe (1999)
- Everyday, regia di Tracy Allen Davey e Janelle Ramaker - cortometraggio (1999)
- Il club dei cuori infranti (The Broken Hearts Club: A Romantic Comedy), regia di Greg Berlanti (2000)
- O come Otello (O), regia di Tim Blake Nelson (2001)
- Pandora, regia di Antonio Campos - cortometraggio (2002)
- A Midsummer Night's Rave, regia di Gil Cates Jr. (2002)
- Perfect Opposites, regia di Matt Cooper (2004)
- To Kill a Mockumentary, regia di Stephen Wallis (2004) Uscito in home video
- Flushed, regia di Emily Wiedemann - cortometraggio (2005)
- Extreme Dating, regia di Lorena David (2005)
- Cruel World, regia di Kelsey T. Howard (2005)
- A New Wave, regia di Jason Carvey (2006)
- Waiting for Dublin, regia di Roger Tucker (2007)
- A Christmas Too Many, regia di Stephen Wallis (2007) Uscito in home video
- Dough Boys, regia di Louis Lombardi (2008)
- The Penitent Man, regia di Nicholas Gyeney (2010)
- Kill Speed, regia di Kim Bass (2010)
- Sold, regia di John Robinson Irwin - cortometraggio (2011)
- Amore e matrimonio(Love, Wedding, Marriage), regia di Dermot Mulroney (2011)
- Fight Night Legacy, regia di Hisonni Mustafa e Michael Sarnoski - cortometraggio (2011)
- The Price We Pay, regia di Jesse Garcia - cortometraggio (2013)
- April Rain - Pioggia di proiettili (April Rain), regia di Luciano Saber (2014)
- Somebody's Mother, regia di Mandy Fabian - cortometraggio (2014)
- Stars in Shorts: No Ordinary Love, regia di vari registi (2016)
- Living Among Us, regia di Brian A. Metcalf (2018)
- Mina Tobias: Shoes, regia di Jamielyn Lippman - cortometraggio (2019)
- Adverse, regia di Brian A. Metcalf (2020)

#### Televisione
- Il cane di papà (Empty Nest) - serie TV, 1 episodio (1994)
- Baywatch - serie TV, 2 episodi (1993-1994)
- Gli amici di papà (Full House) - serie TV, 1 episodio (1995)
- Un pazzo venerdì (Freaky Friday), regia di Melanie Mayron – film TV (1995)
- Thunder Alley - serie TV, 17 episodi (1994-1995)
- Il coraggio di Nancy (Fight for Justice: The Nancy Conn Story), regia di Bradford May - film TV (1995)
- Una bionda per papà (Step by Step) - serie TV, 2 episodi (1995-1996)
- Moesha - serie TV, 1 episodio (1996)
- Crescere, che fatica! (Boy Meets World) - serie TV, 1 episodio (1996)
- Sabrina, vita da strega (Sabrina, the Teenage Witch) - serie TV, 1 episodio (1996)
- Cinque in famiglia (Party of Five) - serie TV, 8 episodi (1997-1998)
- Adolescente delle caverne (Teenage Caveman), regia di Larry Clark - film TV (2002)
- Settimo cielo (7th Heaven) - serie TV, 24 episodi (1997-2004)
- Dr. House - Medical Division (House M.D.) - Serie TV, episodio 1x21 (2005)
- Related – serie TV, 4 episodi (2005-2006)
- CSI: NY - serie TV, 1 episodio (2010)
- Fight Night Legacy – serie TV, 1 episodio (2012)
- CSI - Scena del crimine (CSI: Crime Scene Investigation) - serie TV, 1 episodio (2012)
- Adam and Jamero – serie TV, 2 episodi (2014)
- Gridlocked – serie TV, 1 episodio (2016)
- Trinkets – serie TV, 1 episodio (2020)

### Doppiatore
- A capofitto nell'ora delle streghe (The Halloween Tree), regia di Mario Piluso – film TV (1993)
- A Dog's Life, regia di Vibeke Muasya – film TV (2013)

## Doppiatori italiani
Nelle versioni in italiano delle opere in cui ha recitato, Andrew Keegan è stato doppiato da:
- Corrado Conforti in Vacanze a modo nostro, Settimo cielo (st. 5-6)
- Roberto Gammino in 10 cose che odio di te, O come Otello
- Patrizio Cigliano in Perfect Opposites
- Enrico Chirico in Related
- Luigi Ferraro in Dr. House - Medical Division
- Marco Vivio in Settimo cielo (st. 2-3)
- David Chevalier ne Il club dei cuori infranti
- Alberto Bognanni in Adverse
- Massimiliano Virgilii in CSI - Scena del crimine